# Devin Robinson
Devin Ray Robinson (Chesterfield Court House, 7 marzo 1995) è un cestista statunitense.

## Palmarès
- All-Eurocup Second Team: 1

Cedevita Olimpija: 2024-2025